# Ordre de l'étoile orientale
 (janvier 2017).
Si vous disposez d'ouvrages ou d'articles de référence ou si vous connaissez des sites web de qualité traitant du thème abordé ici, merci de compléter l'article en donnant les références utiles à sa vérifiabilité et en les liant à la section « Notes et références ».

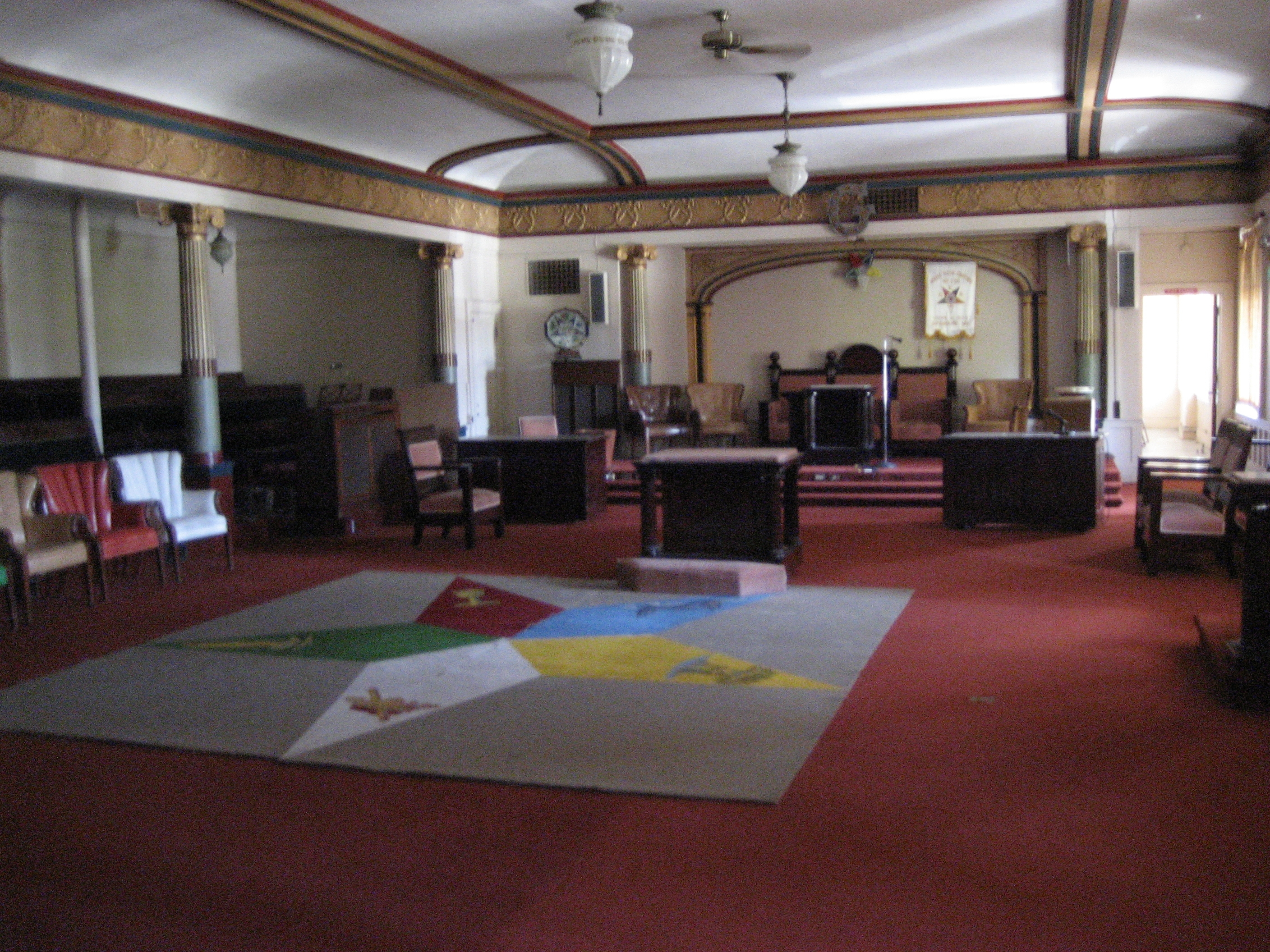
Une Loge Eastern Star
(temple maçonnique de Spokane dans l'État de Washington aux États-Unis).

L'Ordre de l'étoile orientale (Order of the Eastern Star) est un organisme paramaçonnique philanthrophique et patriotique féminin, créé en 1850 à Boston par un franc-maçon américain dénommé Robert Morris. Cet ordre s'appuie essentiellement sur la Bible quoiqu'il soit accessible à tous les monothéismes. Il compterait environ 10 000 chapitres (similaires à des loges maçonniques) pour environ un million de membres affiliés au Grand Chapitre général. Il est ouvert aux hommes en leur qualité de maître et aux femmes âgées de dix-huit ans révolus ayant des relations spécifiques avec un membre de la franc-maçonnerie pour être son épouse, sa veuve, sa fille, sa sœur, sa mère, etc. Il demande notamment à ses membres la croyance en Dieu.
En 1874, William Myers, grand-maître de juridiction Prince Hall du district de Columbia met en œuvre un organisme maçonnique similaire qui prend le nom d'Ordre de l'étoile oriente Prince Hall. Sa vocation est identique, mais la prédominance de ses affiliations est Afro-américaine.

## Historique

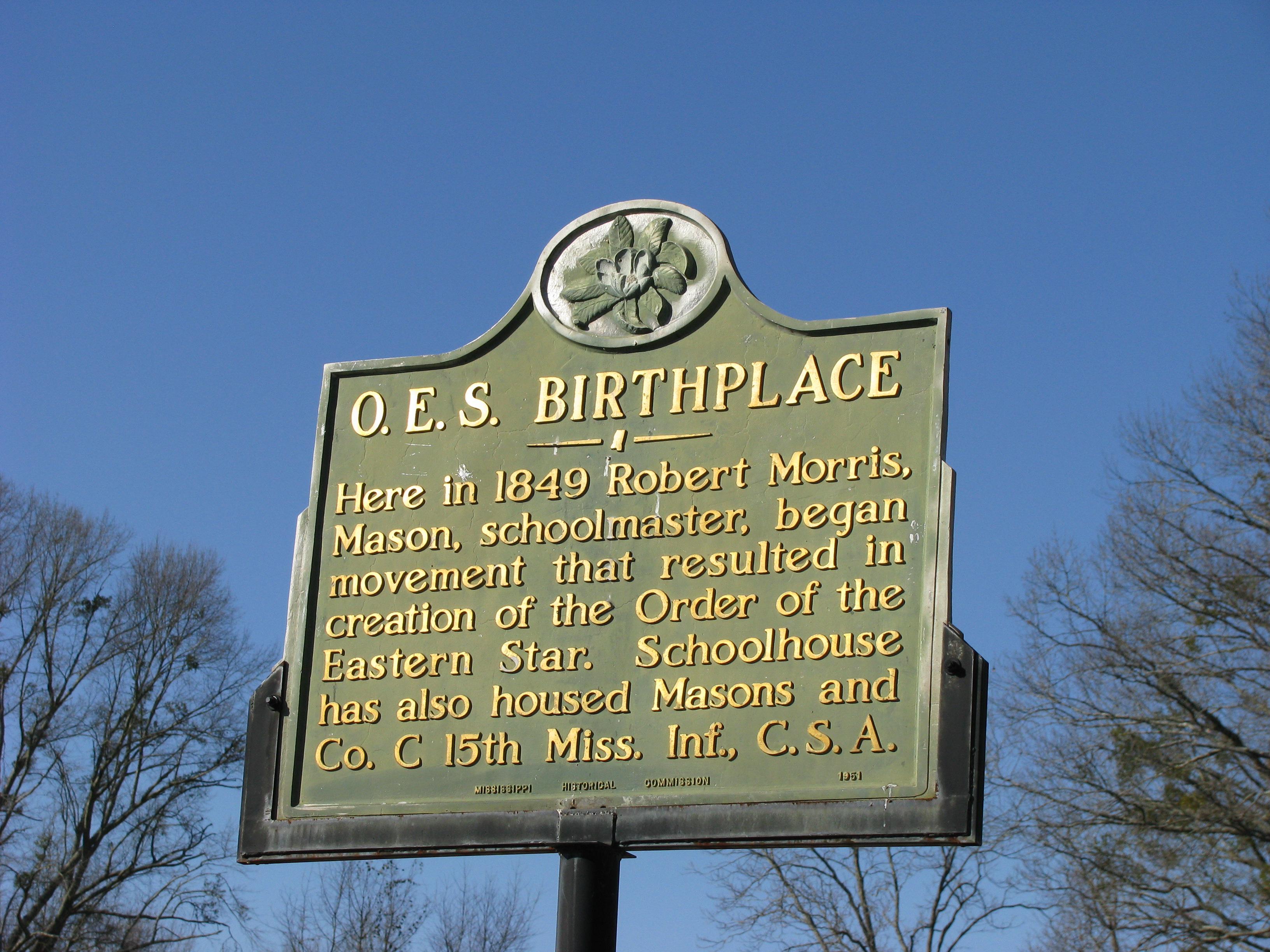
Lieu de naissance de l'ordre de l'étoile orientale

L'Ordre de l'étoile orientale est souverain et indépendant, organisé par sa charte de 1876.

### Ordre de l'étoile orientale Prince Hall
L'idée de créer un Ordre de l'étoile de l'orientale pour les femmes noires est proposée par William Myers, grand maître de la juridiction de Prince Hall du district de Columbia. Avec Georgiana Thomas, il entreprend de faire approuver le rituel et l'organisation par le congrés de la Grande Loge. Le premier chapitre de l'Ordre de l'étoile orientale Prince Hall est ouvert le 1er décembre 1874. Avec l'extension de l'organisation une  Conférence des Grands Chapitres à lieu en 1907. Le nom est modifié en Conférence inter-États des grands chapitres en 1910 et Conférence internationale des grands chapitres en 1924. Ces premières organisations sont démantelées par la conférence des grands maîtres de Prince Hall en 1976 et deviennent la Conférence des grands chapitres Prince Hall, Ordre de l'étoile orientale. [2] Contrairement à l'Ordre traditionnel de l'étoile orientale, celle de Prince Hall n'a pas d'organisation centralisée[3].

## Emblème et héroïnes
L'emblème de l'ordre est l'étoile à cinq branches, représentant l'étoile de Bethléem. Dans un chapitre, la branche du bas est dirigée vers l'ouest. Les cinq branches symbolisent cinq figures bibliques qui inspirent la philosophie de l'ordre :
- Adah (la fille) ;
- Ruth (la veuve) ;
- Esther (la femme) ;
- Marthe (la sœur) ;
- Electa (la mère).

L'ordre est basé sur un rituel et un travail essentiellement spirituel se portant sur les valeurs morales de la société judéo-chrétienne dans ces cinq figures seraient la représentation des qualités morales attribuées aux femmes.

### Structures de l'ordre
Sa structure s'article sur le Grand Chapitre général, présent à Washington, qui dirige l'ensemble. Il est subordonné territorialement par les grandes juridictions qui administrent les chapitres.
On compte 46 grandes juridictions pour l'ensemble des États-Unis américain et huit pour les provinces du Canada.
L'Ordre de l'étoile orientale est également présent au-delà de l'Amérique du Nord et on trouve une grande juridiction dans chacun des pays suivants : Allemagne, Arabie saoudite, Aruba, Bermudes, Brésil, Colombie, Guam, Italie, Japon, Mexique, Panama, Pérou, Philippines, République de Chine (Taïwan) et Venezuela.

### Officiers
Il y a dix-huit officiers dans un chapitre.
1. Digne matrone : office réservé à une femme, présidente de l'ordre.
2. Digne protecteur : office réservé à un maître maçon qui supervise l'ordre.
3. Matrone associée : elle assume les fonctions de la digne matrone en cas de vacances celle-ci.
4. Protecteur associé : il assume les fonctions du digne patron en cas de vacances de celui-ci.
5. Secrétaire
6. Trésorier
7. Conductrice : maîtresse des cérémonies
8. Conductrice associée : elle assiste la conductrice dans les initiations et pour les votes.
9. Aumônier : conduit le chapitre dans la prière.
10. Maréchal
11. Organiste
12. Adah
13. Ruth
14. Esther
15. Marthe
16. Electa
17. Couvreur : s'assure à l'intérieur du chapitre de la qualité de ceux et de celles qui y rentrent.
18. Sentinel : s'assure à l'extérieur du chapitre de la qualité de ceux et de celles qui souhaitent y rentrer.

Selon l'usage, les officiers « associés » sont élus au poste correspondant l'année suivante. Les offices de digne matrone, digne matrone associée, de conductrice, de conductrice associée et ceux représentant une branche de l'étoile (Adah, Ruth, etc.) sont exclusivement féminins. Les offices de digne protecteur et de protecteur associé sont exclusivement masculins. Le reste des offices sont mixtes.